# Paradrino fijiana
Paradrino fijiana là một loài ruồi trong họ Tachinidae.